# Vemgo-mabas
Le vemgo-mabas est une langue tchadique biu-mandara parlée dans l'Extrême-Nord du Cameroun, dans le département du Mayo-Tsanaga, au nord-ouest de Mokolo, dans le village de Mabas, le long de la frontière nigeriane. 
En 2004, le nombre de locuteurs était estimé à 1 000.